# Леринска афера
Леринската афера се разразява в град Лерин и Леринско през октомври-ноември 1925 година след атентат в града от група на Вътрешната македонска революционна организация.

## Атентат
На 16 октомври 1925 година бомба избухва в кафене в Лерин, Гърция, като има убити и ранени, а атентаторите не са заловени. Пресата в Гърция раздухва случая и властите го използват за терор над местното българско население. Според Димитър Гоцев изобщо атентатът е инсценират от самите власти и приписан на ВМРО, за да го използват за репресии над по-будните българи в Лерин. В спомените си обаче лидерът на ВМРО Иван Михайлов пише, че атентатът е извършен от дейци на ВМРО, въпреки изричната забрана на организационното ръководство. По спомените на Пандо Филипов от Борешница извършители на атентата са Петър Трайков и Трайко Пупков от Сетина. Те влизат в кафенето на Симев „Диетнес“ дегизирани като гръцки войници и хвърлят граната по гръцки офицери, но раняват само жени. Според Иван Михайлов виновен за атентата е Петър Трайков, който действал против нарежданията на Централния комитет.

## Последици
Новинитѣ за нещастното българско население въ Леринската область възмутиха свѣта. Но да би могълъ човѣкъ да надникне въ леринскитѣ подземия на затвора, би билъ тероризиранъ отъ това възкръсване на неронскитѣ времена... повече отъ 400 души чакатъ въ затворитѣ да бѫдатъ хвърлени въ рѫцетѣ на Кожанскитѣ сѫдии... Затворницитѣ сѫ подложени на нечовѣшки режимъ, на гладъ и на жажда. По-голѣмата часть отъ тѣзи нещастници сѫ били откѫснати отъ занаятията имъ неочаквано, и хвърлени въ затвора, безъ да сѫ минали никакъвъ разпитъ; докато единъ день съ изненада прочитать „присѫдата“, която ги осѫжда. Измѫчени, изгладнѣли, тѣ сѫ набутани по повече отъ 40 души въ една килия, кѫдето седатъ безъ никаква покривка на влажния подъ. 40-годишни, или 50, а мнозина и 60-годишни, те умиратъ отъ тѫга по децата си. Една жена споделя тѣхната участь. Между затворените е билъ сѫщо единъ бѣжанецъ — Филипъ Московъ — който е билъ осѫденъ да бѫде депортиранъ въ некой отъ гръцкитѣ острови, безъ никакъвъ процесъ. Въпрѣки, че документитѣ му сѫ били въ изправность и въпреки интервенцията на гръцко-българската Комисия по емигрирането, той е билъ окованъ въ вериги и закаран въ Атина. Ималъ е малко драхми и незнамъ дали е могълъ съ тѣхъ да си осигури свободата.
Веднага следъ бомбения „атентатъ“ въ Леринъ, се появи Гръцко-Македонския Юмрукъ, който си е сложилъ за цель да брани държавата противъ българскитѣ комити. Това сдружение се е създало подъ покровителството на гръцкото правителство съ цель да се застави, посрѣдствомъ непрестанни преследвания, българското население да емигрира. Това сѫ целите на създателитѣ ѝ, които сѫ наели една банда отъ 10-15 души, водени отъ кървожадния „капитанъ“ Стефанъ...
На 31 октомврий подъ претекстъ, че търсятъ комити, войскови части и жандармерия, въорѫжени съ артилерия и картечници, сѫ претърсили селата Върбени, Пополжени, Арменоро, Петораци и др. и сѫ държали обсадното положение 3 дена. Следъ като обискирали най-старателно селата, видѣло се, че нѣма следа отъ „комитаджии“. Въпрѣки това обискитѣ сѫ били придружени отъ ужасни тормози. Арестуванитѣ сѫ били 30 въ Върбени и 41 въ Пополжени.
Първоначално са арестувани 400 души видни българи. Задържани са в Кожани при нечовешки условия от по 40 души в килия. В района веднага се появява паравоенната гръцка организация Гръцки македонски юмрук на бившия андартски капитан Стефос Григориу, която започва да тероризира местното българско население. На 31 октомври, под претекстъ, че търсятъ комити, войска и жандармерия с артилерия и картечници, претърсвата селата Върбени, Пополжени, Арменоро, Петораци и други и ги държат в обсадното положение 3 дена. Арестувани са 30 души във Върбени и 41 в Попължани.
Кожанският съд осъжда на смърт Атанас Попов от Борешница, Павел Мавчев и Михаил Стефовски от Върбени и те са разстреляни на 13 декември.
18 души са прехвърлени в атинския затвор Палеа Стратона и на 24 ноември 1925 година са заточени за 6 месеца на остров Андрос: Никола Христов, Васил Домазетов, Мара Капланка, Стефо Стефовски, Стефо Дановски, Геле Чачковъ от Върбени; Димитър Гоцев, Филип Маджаров, Тодор Коревчов от Попължани; Димитрий Крисев от Кладошница; Лазо Ставров, Филип Москов от Дъмбени; Никола Соколов, Пандо Ванев, Д. А. Секулов и Лазо Каранджов.
На Скирос са заточени Траян Мелиов, Антон Мелиов, Геле Кучковец (Кучкоецо), Кръсто Гюровски от Върбени; Илия Жиров, Лазо Деларов, Стоян Газея, Коста Дейков от Попължани. По сотровите са заточени и Никола Шкаклев (Чаклев), Тодор Котевски, Филип Мицарев, Атанас Иванов от Попължани. Заточени има и от други села.
Солунският съд осъжда К. Неделков и М. Делеников по на 18 години затвор, Т. Попдимитров (или поп Димитър) и К. Божинов по на 15, Просенов, В. Мицев и Стоян Алексов (Алексиев) по на 12, Сулидов и Кацунов (Капшутов) по на 4 години затвор и по 4000 драхми глоба. Григор Иванов, Стефан Ролев и дядо Трайко са арестувани, бити и държани 10 дена в затвора.
Според Гоцев арестувани са над 150 души, като 3 са осъдени на смърт, 6 на доживотен затвор, а 80 души са интернирани на остров Андрос.
Сръбската пропаганда също използва Леринската афера. На 22 декември в Битоля се провежда 15-хиляден митинг против гръцкия режим в Егейска Македония, на който ораторите обвиняват гръцките власти, че са отнели малцинствените права на населението, които то имало през османско време, че се правят произволни конфискации на имущество, и че се преследват негръцките елементи. Гласувана е резолюция, с която се иска за „славянските малцинства“ в Гърция възможност за поносим живот в страната, където те живеят от векове и връщане на църквите и училищата, където те да използват майчиния си език.